# Hadula distincta
Hadula distincta är en fjärilsart som beskrevs av Otto Staudinger 1889. Hadula distincta ingår i släktet Hadula och familjen nattflyn. Inga underarter finns listade i Catalogue of Life.